# Vilém Alfréd z Lichtenštejna
Vilém Alfréd z Lichtenštejna (německy Wilhelm Alfred von und zu Liechtenstein, 29. května 1922 na zámku Frauenthal u Deutschlandsbergu ve Štýrsku - 27. listopadu 2006, Vídeň) byl lichtenštejnský princ, od roku 1990 až do své smrti byl kníže-velkopřevorem Suverénního řádu maltézských rytířů v Rakousku.

## Život
Vilém z Lichtenštejna se narodil jako syn Karla Aloise z Lichtenštejna (1878–1955) a jeho manželky princezny Alžběty z Urachu, hraběnky z Württembergu (1894–1962), dcery vévody Viléma Karla z Württembergu-Urachu, který byl titulárním litevským králem pod jménem Mindaugas II. (1864 – 1928).  
Vilém Alfréd byl bratrancem panujícího knížete Františka Josefa II.
Oženil se s Emmou von Gutmannsthal-Benvenuti (1926–1984) a z jejich manželství se narodilo pět dětí.
Rozhodnutím ze dne 21. září 1950 se vzdal jména a titulu knížete z Lichtenštejna a všech práv s tím spojených. Poté mu kníže František Josef II. udělil titul hraběte z Hohenau. 
Vilém z Lichtenštejna studoval na Univerzitě přírodních zdrojů a biologických věd ve Vídni a promoval jako lesní inženýr. Zastával různé manažerské pozice v dřevařském průmyslu. V roce 1982 odešel do důchodu.
V roce 1986 vstoupil do Maltézského řádu. V roce 1990 složil přísahu jako velkopřevor Rakouského balivátu, do této funkce byl zvolen ještě dvakrát. Angažoval se v agitaci nových členů, ale především pomocným organizacím řádu, jako je Malteser Hospitaldienst Austria. Během svého působení zakládal charitativní organizace (Domovy pro seniory, péče o nemocné AIDS ad.), zachování a správu maltézských kostelů v Rakousku, soukromé základní školy, obchodní podniky apod. 

## Vyznamenání a ocenění
- 1996: Zlatý odznak Za zásluhy o Rakouskou republiku [4]
- 1999: Stříbrný odznak Za zásluhy o Rakouskou republiku
- 2002: komtur s hvězdou Papežského řádu rytířů svatého Řehoře Velikého [5]
- Velký kříž Pro Merito Melitensi Maltézského řádu